# ENIAC

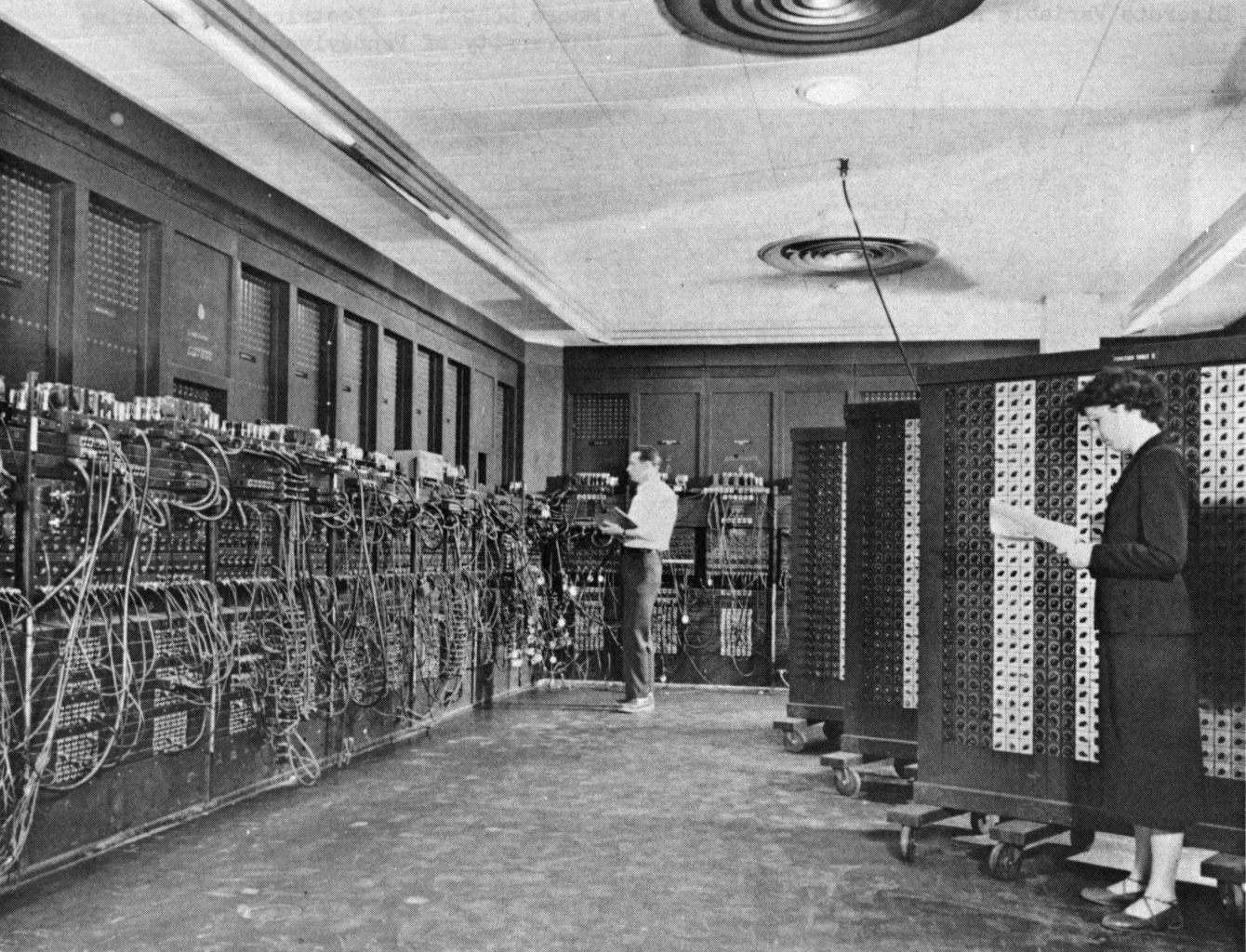
ENIAC

L'ENIAC (acrònim de Electronic Numerical Integrator And Computer; en català, Integrador i Calculador Numèric Electrònic) era una màquina gegant considerada el primer ordinador programable, electrònic, d'ús general i totalment digital.
El disseny i construcció de l'ordinador fou finançat per l'Armada dels Estats Units durant la Segona Guerra Mundial. Va ser dissenyat per al càlcul de taules de tir de l'artilleria al Laboratori de Recerca Balística de l'Armada dels Estats Units.

## Construcció
El contracte de construcció va ser signat el 5 de juny de 1943, amb el nom de Project PX i va ser executat per la Moore School of Electrical Engineering (en català: «Facultat Moore d'Enginyeria Elèctrica») de la Universitat de Pennsylvania a partir del juliol de 1943. La computadora va ser presentada el 14 de febrer de 1946 a Pennsylvania, havent costat uns 500.000 dòlars. L'ENIAC es va aturar el 9 de novembre de 1946 per actualitzar-la i ampliar-li la memòria i va ser transportada a l'Aberdeen Proving Ground, a Maryland el 1947, on el 29 de juliol d'aquell mateix any es va posar en marxa i va estar en operació continuada fins a les 23:45 del 2 d'octubre de 1955, quan l'ENIAC va ser desactivada per sempre.
L'ENIAC va ser concebuda i dissenyada per John Mauchly i J. Presper Eckert de la Universitat de Pennsylvania. Si bé van ser aquests enginyers els que van passar a la història, hi va haver sis dones que es van ocupar de programar l'ENIAC, que passaren a ser conegudes com les Top Secret Rosies. La història d'aquestes dones ha estat silenciada al llarg dels anys i recuperada en les últimes dècades. Classificades llavors com a "subprofessionals", possiblement per una qüestió de gènere o per reduir els costos laborals, aquest equip de programadores destacava per ser hàbils matemàtiques i lògiques i van treballar inventant la programació a mesura que la realitzaven. Betty Snyder Holberton, Jean Jennings Bartik, Kathleen McNulty Mauchly Antonelli, Marlyn Wescoff Meltzer, Ruth Lichterman Teitelbaum i Frances Bilas Spence pràcticament no apareixen en els llibres d'història de la computació, però van dedicar llargues jornades a treballar amb la màquina, utilitzada principalment per a càlculs de trajectòria balística i equacions diferencials, i contribuïren així al desenvolupament de la programació d'ordinadors. Quan l'ENIAC es va convertir després en una màquina llegendària, els seus enginyers es van fer famosos, mentre que mai se li va atorgar cap crèdit a aquestes sis dones que es van ocupar de la programació.
Molts registres de fotos de l'època mostren l'ENIAC amb dones a peu dret al seu davant. Fins a la dècada del 80 es va dir fins i tot que elles eren només models que posaven al costat de la màquina ("Refrigerator ladies"). No obstant això, aquestes dones van establir les bases perquè la programació fos senzilla i accessible per a tothom, van crear el primer set de rutines, les primeres aplicacions de programari i les primeres classes en programació. El seu treball va modificar dràsticament l'evolució de la programació entre les dècades dels anys 40 i 50. L'any 1997 van ser incloses al Women in Technology International Hall of Fame.

## Característiques i prestacions

### Físiques
- Ocupava 167 m²[1]
- Tenia una massa de 27 tones[1]
- Feia 2.4 x 0.9 x 30 metres

### Electròniques
- 17.468 vàlvules electròniques
- 7.200 díodes de cristalls
- 1.500 relés
- 70.000 resistències
- 10.000 condensadors
- 5 milions de soldadures
- Funcionava mitjançant un rellotge intern de 200.000 pulsacions/segon

Era totalment digital, és a dir, executava els seus processos i operacions mitjançant llenguatge màquina, a diferència de les computadores contemporànies de processos analògics. Gràcies a l'electrònica, l'ENIAC arribava a ser tres-centes vegades més ràpida fent càlculs que el MARK I.
Requeria l'operació manual d'uns 6000 interruptors, i el seu programa o programari, quan requeria modificacions, necessitava setmanes d'instal·lació manual.
L'ENIAC elevava la temperatura del local a 50 °C. Per efectuar les diferents operacions calia canviar, connectar i reconnectar els cables com es feia, en aquesta època, en les centrals telefòniques, d'aquí el concepte. Aquest treball podia allargar-se uns quants dies depenent del càlcul a realitzar.
L'ordinador podia calcular trajectòries de projectils, la qual cosa va ser l'objectiu primari a l'hora de construir-lo. En 1,5 segons era possible calcular la potència 5000 d'un nombre de fins a 5 xifres. L'ENIAC podia resoldre 5000 sumes o 300 multiplicacions en 1 segon.

## Mites i fiabilitat
Se l'ha considerat sovint la primera computadora d'ús general, tot i que aquest títol correspondria en realitat a la computadora alemanya Z1. A més a més està relacionada amb el Colossus, que es va utilitzar per a desxifrar els codis alemanys durant la Segona Guerra Mundial, i fou destruït més tard per evitar deixar proves.
Un dels mites que envolta l'ENIAC és que la ciutat de Filadèlfia, on es trobava, tenia problemes amb el subministrament elèctric quan l'ENIAC s'engegava, ja que el seu consum era de 160Kw. Això no és cert, atès que tenia una xarxa elèctrica separada.
Alguns experts electrònics van predir que les vàlvules es farien malbé amb tanta freqüència que la màquina mai arribaria a ser útil. Aquesta predicció va arribar a ser parcialment correcta: diverses vàlvules es fonien gairebé cada dia, deixant l'ENIAC inoperativa durant mitja hora. Les vàlvules de fabricació especial per a durar llargues temporades sense deteriorar-se no van estar disponibles fins a 1948. La majoria d'aquests errors ocorrien sempre durant els períodes d'engegada o apagada de l'ENIAC, quan els filaments de les vàlvules i els seus càtodes estaven sota estrès tèrmic. Amb la simple però costosa acció de mai apagar l'ENIAC, els enginyers van reduir els errors de vàlvules de l'ENIAC a la més que acceptable xifra d'una vàlvula cada dos dies. D'acord amb una entrevista a 1989 a Eckert, la fallada continua de les vàlvules és un mite: "Ens fallava una vàlvula aproximadament cada dos dies i aconseguíem esbrinar el problema en menys de 15 minuts". Al 1954, el període més llarg d'operació d'ENIAC sense una fallada va ser de 116 hores (prop de cinc dies).

## Programació
L'EINAC podia ser programada per realitzar seqüències complexes d'operacions, incloent bucles, ramificacions i subrutines. No obstant, en lloc dels ordinadors de programes emmagatzemats que existeixen avui, l'ENIAC era únicament una gran col·lecció de màquines aritmètiques, les quals originalment tenien programes configurats a la màquina mitjançant una combinació de cablejat de connectors i tres taules de funcions portàtils (que contenien 1200 interruptors de deu vies cadascun). La tasca d'agafar un problema i assignar-lo a la màquina era complexa, i normalment trigava setmanes. A causa de la complexitat d'aplicar programes a la màquina, el programes van ser canviats només després d'un gran nombre de proves del programa actual. Després de solucionar el problema en paper, el procés d'introduir el programa a l'ENIAC a través de la manipulació dels seus interruptors i cables podia trigar dies. Això era seguit d'un període de verificació i depuració, ajudat per la capacitat d'executar el programa pas a pas. Un tutorial de programació per a la funció mòdul mitjançant un simulador de l'ENIAC dona una impressió de com era un programa d'aquesta màquina.
Les sis programadors principals, Kay McNulty, Betty Jennings, Betty Synder, Marlyn Wescoff, Fran Bilas i Ruth Lichterman, no només van determinar com introduir programes a l'ENIAC, sinó que també van desenvolupar una comprensió del funcionament intern de l'ENIAC. Les programadores, sovint eren capaces de reduir els errors a un tub individual que fallava i que podia ser indicat a un tècnic per la seva substitució.

### Programadores
Les primeres programadores de l'ENIAC van ser Kathleen McNulty, Betty Jennings, Betty Synder, Marlyn Wescoff, Fran Bilas i Ruth Lichterman. No eren, tal com va ser dit una vegada a la científica informàtica i historiadors Kathryn Kleiman, "dames de nevera", és a dir, models posant davant de la màquina per a la fotografia de premsa. No obstant això, algunes d'aquestes dones no van rebre el reconeixement dels seu treball a l'ENIAC al llarg de les seves vides. Quan la guerra va acabar, les dones van continuar el seu reball a l'ENIAC. La seva experiència, va fer que les seves posicions fossin difícils de substituir pels soldats que tornaven. Les programadores originals de l'ENIAC tampoc van ser mai reconegudes pels seus esforços no conegudes pel públic fins a mitjans dels anys 80.
Aquestes primeres programadores van ser extretes d'un grup de dues-centes dones emprades com a computadores a la Moore School of Electrical Engineering de la Universitat de Pennsilvània. La feina de les computadores era produir el resultat numèric de fórmules matemàtiques necessàries per un estudi científic o un projecte d'enginyeria. Normalment ho feien amb una calculadora mecànica. Les dones estudiaven la lògica de la màquina, la seva estructura física, l'operació i els circuits per entendre no només les matemàtiques de la informàtica sinó també la pròpia màquina. Aquesta era una de les poques categories de treball tècnic disponible per a les dones en aquell moment. Betty Holberton va continuar ajudant a escriure el primer sistema de programació generativa (SORT/MERGE) i va ajudar a dissenyar els primers ordinadors electrònics comercials, l'UNIVAC i el BINAC, al costat de Jean Jennings.
Herman Goldstine va escollir les programadores, les quals ell anomenava operadores, de les computadores que havien estat calculant taules de balística amb calculadores mecàniques de sobretaula i un analitzador diferencial abans i durant el desenvolupament de l'ENIAC. Sota la direcció de Herman Goldstine i Adele Goldstine, les computadores van estudiar els plànols i l'estructura física de l'ENIAC per determinar com manipular els seus interruptors i cables, ja que ele llenguatges de programació no existien. Tot i que els contemporanis consideraven la programació una tasca clerical i no reconeixien públicament l'efecte dels programadors en l'èxit del funcionament i l'anunci d'ENIAC, McNulty, Jennings, Snyder, Wscoff, Bilas i Lichterman han sigut reconegudes des d'aleshores per les seves contribucions a la informàtica. Actualment, tres dels supercomputadors de l'exercits d'EEUU: Jean, Kay i Betty van ser anomenats per Jean Jennings Bartik, Kathleen McNulty i Betty Synder respectivament.
Els noms d'ofici "programadora" i "operadora" no eren originalment considerats professions adequades per a dones. L'escassetat de mà d'obre causada per la Segona Guerra Mundial va ajudar a permetra l'entrada de les dones al sector. Tot i això, el sector no era vist coma prestigiós, i la incorporació de dones es va veure com una manera d'alliberar els homes per a mà d'obra més qualificada. Essencialment, es considerava que les dones satisfaven una necessitat en una crisi temporal.
Després de les sis programadores inicials, es va reclutar un equip més ampliat format per un centenar de científics per continuar treballant en l'ENIAC. Entre aquests hi havia diverses dones, inclosa Gloria Ruth Gordon. Adele Goldstine va escriure la descripció tècnica original de l'ENIAC.

### Paper a la bomba d'hidrogen
Tot i que el Laboratori d'Investigació Ballistica va ser el patrocinador d'ENIAC, un any després d'aquest pprojecte que va durar tres anys, John von Neumann, un matemàtic que treballava en la bomba d'hidrogen al Laboratori Nacional Los Alamos, va conèixer aquest ordinador. Posteriorment, Los Alamos es va involucrar tant amb l'ENIAC que el primer problema de prova va consistir en càlculs per la bomba d'hidrogen i no per taules d'artilleria. L'entrada/sortida d'aquest test va ser d'un milió de targetes.

### Paper en el desenvolupament dels mètodes de Montecarlo
Relacionat amb el paper de l'ENIAC en la bomba d'hidrogen hi ha el seu paper en la popularitat del mètode de Montecarlo. Els científics implicats en el desenvolupament de la bomba nuclear original van utilitzar grups massius de persones que feien un gran nombre de càlculs ("computadores" en la terminologia de l'època) per investigar la distància que probablement viatjarien els neutrons a través de diversos materials. John von Neumann i Stanislaw Ulam es van adonar que la velocitat de l'ENIAC permetria fer aquests càlculs molt més ràpidament. L'èxit d'aquest projecte va mostrar el valor dels mètodes de Montecarlo en la ciència.

## Evolucions posteriors
El dia 1 de febrer de 1946 es va fer una conferència de premsa i la màquina completada es va anunciar al públic el vespre del 14 de febrer de 1946 amb demostracions de les seves capacitats. Elizabeth Snyder i Betty Jean Jennings van ser les encarregades de desenvolupar el programa de trajectòria de demostració, tot i que Herman i Adele Goldstine se'n van emportar el mèrit. La màquina es va dedicar de manera formal l'endemà a la Universitat de Pennsilvània. Cap de les dones implicades en la programació de la màquina o en la creació de la manifestació no va ser convidada ni a la dedicatòria formal ni al sopar de celebració celebrat posteriorment.
L'import original del contracte era de 61.700 dòlars; el cost final va ser de gairebé 500.000 dòlars (equivalent a aproximadament 7.283.000 dòlars el 2020). Aquest a ser acceptat formalment pel Cos d'Artilleries de l'Exèrcit dels Estats Units el juliol de 1946. L'ENIAC es va tancar el 9 de novembre de 1946 per a una renovació i una actualització de memòria, i es va traslladar a l'Aberdeen Proving Ground, a Maryland el 1947. Allà, el 29 de juliol de 1947, es va engegar i va estar en funcionament continu fins a les 23:45h el 2 d'octubre de 1955.

### Rol en el desenvolupament de l'EDVAC
Uns mesos després de la presentació de l'ENIAC a l'estiu de 1946, com a part d'"un esforç extraordinari per iniciar la investigació en el camp", el Pentàgon va convidar "a les millors persones en electrònica i matemàtiques dels Estats Units i Gran Bretanya" a una sèrie de quaranta-vuit conferències impartides a Filadèlfia, Pennsilvània; totes juntes van anomenar The Theory and Techniques for Design of Digital Computers, més sovint anomenades Moore School Lectures. La meitat d'aquestes conferències van ser impartides pels inventors de l'ENIAC.
L'ENIAC era un disseny únic i mai es va repetir. La congelació del disseny el 1943 va significar que li mancaven algunes innovacions que aviat es van desenvolupar bé, especialment la capacitat d'emmagatzemar un programa. Eckert i Mauchly van començar a treballar en un nou disseny, que més tard s'anomenaria EDVAC, que seria alhora més senzill i poderós. En particular, el 1944 Eckert va escriure la seva descripció d'una unitat de memòria (la línia de retard de mercuri) que mantindria tant les dades com el programa. John von Neumann, que estava consultant per a la Moore School a l'EDVAC, es va asseure a les reunions de la Moore School en les quals es va elaborar el concepte de programa emmagatzemat. Von Neumann va escriure un conjunt incomplet de notes (Primer Esborrany d'un Informe sobre l'EDVAC) que estaven pensades per ser utilitzades com un memoràndum intern—descrivint, elaborant i emmotllant en llenguatge lògic formal les idees desenvolupades a les reunions. L'administrador i oficial de seguretat de l'ENIAC Herman Goldstine va distribuir còpies d'aquest primer esborrany a diverses institucions governamentals i educatives, impulsant l'interès general en la construcció d'una nova generació de màquines de computació electrònica, inclosa l'Electronic Delay Storage Automatic Calculator (EDSAC) a la Universitat de Cambridge, Anglaterra i SEAC a l'Oficina d'Estàndards dels Estats Units.

### Millores
Es van fer una sèrie de millores a l'ENIAC després de 1947, incloent-hi un mecanisme de programació emmagatzemat de només lectura que utilitzava les taules de funcions com a ROM, de programa, després de la qual cosa la programació es va fer mitjançant la configuració dels interruptors. La idea ha estat elaborada en diverses variants per Richard Clippinger i el seu grup, d'una banda, i les Goldstines, per una altra, i va ser inclosa en la patent ENIAC. Clippinger va consultar amb von Neumann sobre quines instruccions s'han d'implementar. Clippinger havia pensat en una arquitectura de tres adreces, mentre que von Neumann va proposar una arquitectura d'una sola adreça perquè era més senzilla d'implementar. Es van utilitzar tres dígits d'un acumulador (6)6) com a comptador de programes, un altre acumulador (1515) com a acumulador principal, un tercer acumulador (8)8) com a punter d'adreça per a llegir dades de les taules de funcions, i la majoria dels altres acumuladors (1–5, 7, 9–14, 17–19) es van utilitzar per a la memòria de dades.
Al març de 1948 es va instal·lar la unitat convertidor, que va fer possible la programació a través del lector de targetes estàndard d'IBM. La "primera producció" de les noves tècniques de codificació en el problema de Montecarlo va seguir a l'abril. Després del trasllat de l'ENIAC a Aberdeen, també es va construir un panell de registre per a la memòria, però no va funcionar. També es va afegir una petita unitat de control mestre per engegar i apagar la màquina.
La programació del programa emmagatzemat per a l'ENIAC va ser realitzada per Betty Jennings, Clippinger, Adele Goldstine i altres. Va ser demostrat per primera vegada com un ordinador de programa emmagatzemat l'abril de 1948, executant un programa d'Adele Goldstine per a John von Neumann. Aquesta modificació va reduir la velocitat de l'ENIAC en un factor de 6 i va eliminar la capacitat de computació paral·lela, però com també va reduir el temps de reprogramació a hores en lloc de dies, es va considerar que valia la pena la pèrdua de rendiment. L'anàlisi també havia demostrat que a causa de les diferències entre la velocitat electrònica de càlcul i la velocitat electromecànica d'entrada/sortida, gairebé qualsevol problema del món real estava completament lligat a E/S, fins i tot sense fer ús del paral·lelisme de la màquina original. La majoria dels càlculs seguirien estant lligats a E/S, fins i tot després de la reducció de velocitat imposada per aquesta modificació.
A principis de 1952, es va afegir un canviador d'alta velocitat, que va millorar la velocitat de desplaçament per un factor de cinc. El juliol del 1953, es va afegir al sistema una memòria central d'expansió de 100 paraules, utilitzant decimals codificats en binaris, representació de nombres excedent-3. Per donar suport a aquesta memòria d'expansió, l'ENIAC va ser equipat amb un nou selector de taula de funcions, un selector d'adreces de memòria, circuits de forma de pols, i tres nous ordres van ser afegits al mecanisme de programació.

## Parts principals
Les parts principals eren 40 panells i tres taules de funcions portàtils (anomenades A, B i C). La disposició dels panells era (en sentit horari, començant per la paret esquerra):

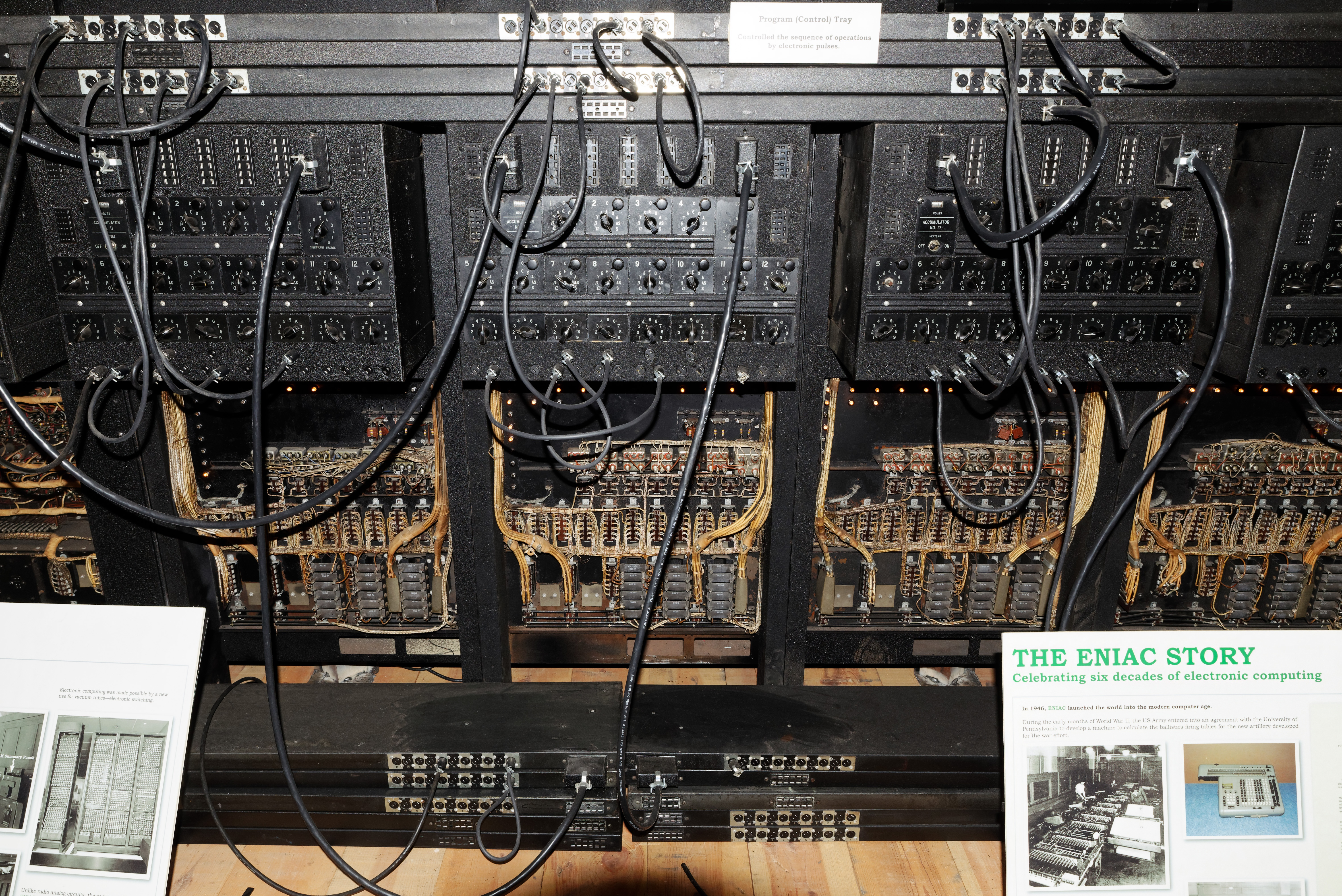
Els fons de tres acumuladors a Fort Sill, Oklahoma, EUA

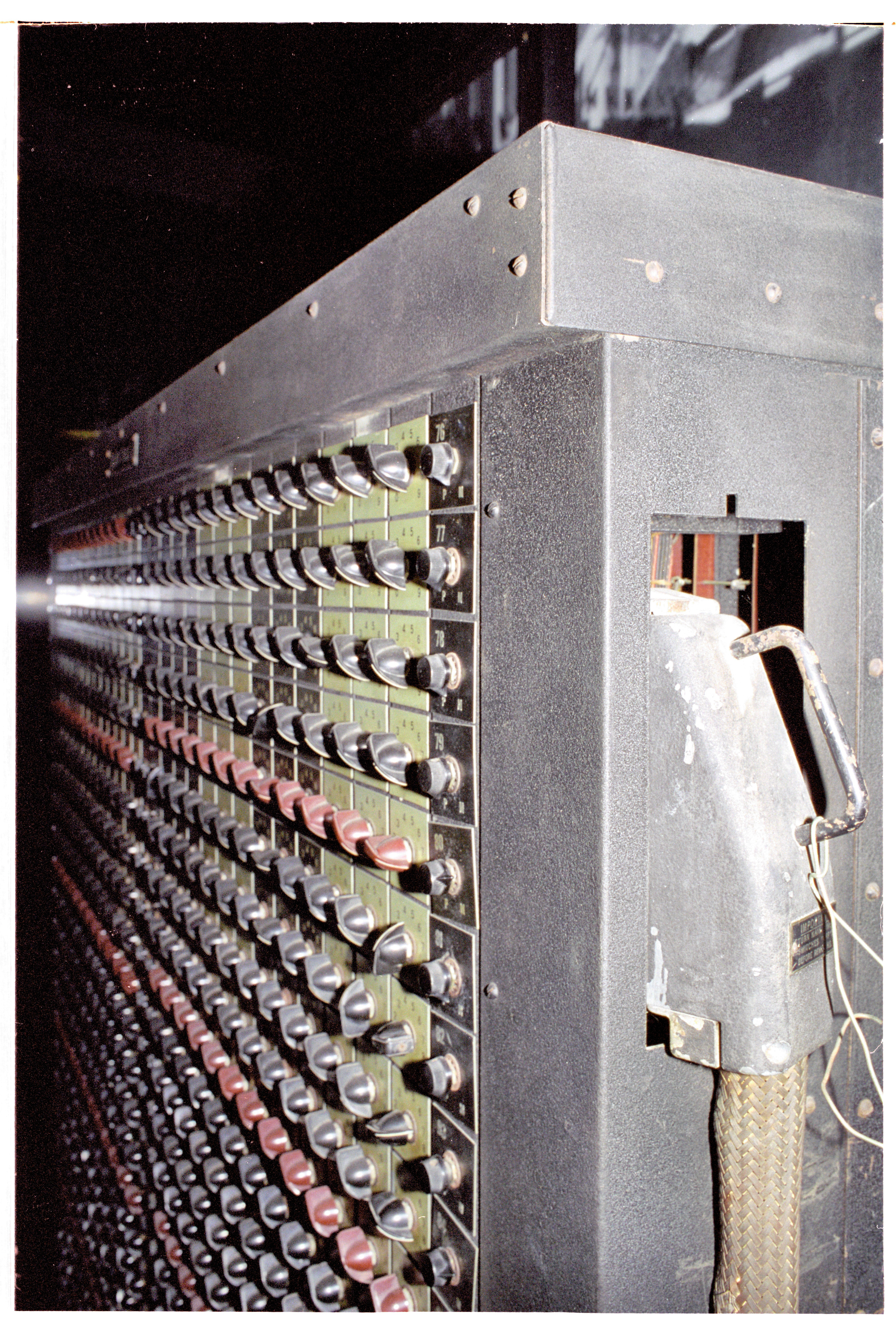
Una taula d'actes d'ENIAC exposada al museu Aberdeen Proving Ground.

### Paret esquerra
- Unitat Iniciadora
- Unitat de Ciclisme
- Programador Mestre - panells 1 i 2
- Taula de funcions 1 - panells 1 i 2
- Acumulador 1
- Acumulador 2
- Divisor i calculadora d'arrels quadrades
- Acumulador 3
- Acumulador 4
- Acumulador 5
- Acumulador 6
- Acumulador 7
- Acumulador 8
- Acumulador 9

### Paret posterior
- Acumulador 10
- Multiplicador d'alta velocitat: panells 1, 2 i 3
- Acumulador 11
- Acumulador 12
- Acumulador 13
- Acumulador 14

### Paret dreta
- Acumulador 15
- Acumulador 16
- Acumulador 17
- Acumulador 18
- Taula de funcions 2: panells 1 i 2
- Taula de funcions 3: panells 1 i 2
- Acumulador 19
- Acumulador 20
- Transmissor constant: panells 1, 2 i 3
- Impressora: panells 1, 2 i 3

Es va connectar un lector de targetes IBM al tauler Constant Transmitter 3 i un perforador de targetes IBM es va connectar al panell de la impressora 2. Les taules de funcions portàtils es podrien connectar a les taules de funcions 1, 2 i 3.

## Reconeixement
L'ENIAC va ser nomenat Fita de l'IEEE el 1987.
El 1996, en honor del 50è aniversari de l'ENIAC, la Universitat de Pennsilvània va patrocinar un projecte anomenat "ENIAC-on-a-Chip", on es va construir un petit xip d'ordinador de silici de 7,44 mm per 5,29 mm amb la mateixa funcionalitat que l'ENIAC. Encara que aquest xip de 20 MHz era moltes vegades més ràpid que l'ENIAC, tenia només una fracció de la velocitat dels seus microprocessadors contemporanis a finals de la dècada de 1990.
El 1997, les sis dones que van fer la major part de la programació de l'ENIAC van ser incorporades al Technology International Hall of Fame. El paper dels programadors de l'ENIAC es tracta en una pel·lícula documental de 2010 titulada Top Secret Rosies: The Female "Computers" of WWII de LeAnn Erickson. Un curtmetratge documental de 2014, The Computers, de Kate McMahon, explica la història dels sis programadors; aquest va ser el resultat de 20 anys d'investigació de Kathryn Kleiman i el seu equip com a part del Projecte de Programadors de l'ENIAC. El 2022 Grand Central Publishing va publicar Proving Ground de Kathy Kleiman, una biografia en tapa dura sobre els sis programadors d'ENIAC i els seus esforços per traduir esquemes de blocs i esquemes electrònics de l'ENIAC, llavors en construcció, en programes que es carregarien i s'executarien a l'ENIAC una vegada que estigués disponible per al seu ús.
El 2011, en honor del 65è aniversari de la inauguració de l'ENIAC, la ciutat de Filadèlfia va declarar el 15 de febrer com a Dia de l'ENIAC.
L'ENIAC va celebrar el seu 70è aniversari el 15 de febrer de 2016.